# Ácido 4-hidroxifenilglicólico
Ácido 4-hidroxifenilglicólico,  ácido 2-hidroxi-2-(4-hidroxifenil)acético ou ácido p-hidroximandélico, é um composto orgânico de fórmula química C8H8O4, de massa molecular 168,15. Possui ponto de fusão 82-85 °C, ponto de ebulição 405,4 °C a 760 mmHg. Classificado com número CAS 1198-84-1, EINECS 214-839-7 e MOL File 1198-84-1.mol.